# Campionato europeo maschile under 19 di pallavolo 2007
Il campionato europeo pre-juniores di pallavolo maschile 2007 si è svolto dall'11 al 16 aprile 2007 a Vienna e Krems, in Austria. Al torneo hanno partecipato 12 squadre nazionali europee e la vittoria finale è andata per la prima volta alla Francia.

## Qualificazioni
Hanno partecipato al campionato europeo pre-juniores la nazionale del paese ospitante, la prima classificata al campionato europeo pre-juniores 2005 e dieci squadre provenienti dai gironi di qualificazioni.

## Regolamento
Le squadre sono state divise in un quattro gironi, disputando un girone all'italiana: al termine della prima fase, le prime due classificate di ogni girone hanno acceduto alle semifinali per il primo posto, mentre l'ultima classificata di ogni girone ha acceduto alle semifinali per il nono posto posto; le squadre sconfitte ai quarti di finale per il primo posto hanno acceduto alle semifinali per il quinto posto.

## Gironi
| Girone A                | Girone B                | Girone C                   | Girone D               |
| ----------------------- | ----------------------- | -------------------------- | ---------------------- |
| Belgio Lettonia Polonia | Germania Serbia Turchia | Estonia Italia Paesi Bassi | Austria Francia Russia |

## Fase finale

### Finali 1º - 3º posto - Vienna
|  | Quarti di finale | Quarti di finale |         |        | Semifinali                | Semifinali                |  |  | Finale | Finale |
|  |                  |                  |         |        |                           |                           |  |  |        |        |
|  |                  |                  |         |        |                           |                           |  |  |        |        |
|  |                  |                  |         |        |                           |                           |  |  |        |        |
|  | Belgio           | 3                |         |        |                           |                           |  |  |        |        |
|  | Belgio           | 3                |         |        |                           |                           |  |  |        |        |
|  | Serbia           | 0                |         |        |                           |                           |  |  |        |        |
|  | Serbia           | 0                | Belgio  | 0      |                           |                           |  |  |        |        |
|  |                  |                  | Belgio  | 0      |                           |                           |  |  |        |        |
|  |                  | Francia          | 3       |        |                           |                           |  |  |        |        |
|  | Francia          | Francia          | 3       | 3      |                           |                           |  |  |        |        |
|  | Francia          |                  |         | 3      |                           |                           |  |  |        |        |
|  | Paesi Bassi      | 0                |         |        |                           |                           |  |  |        |        |
|  | Paesi Bassi      | 0                | Polonia | 2      |                           |                           |  |  |        |        |
|  |                  |                  | Polonia | 2      |                           |                           |  |  |        |        |
|  |                  | Francia          | 3       |        |                           |                           |  |  |        |        |
|  | Germania         | Francia          | 3       | 2      |                           |                           |  |  |        |        |
|  | Germania         |                  |         | 2      |                           |                           |  |  |        |        |
|  | Polonia          | 3                |         |        |                           |                           |  |  |        |        |
|  | Polonia          | 3                | Polonia | 3      | Finale per il terzo posto | Finale per il terzo posto |  |  |        |        |
|  |                  |                  | Polonia | 3      | Finale per il terzo posto | Finale per il terzo posto |  |  |        |        |
|  |                  | Russia           | 0       |        |                           |                           |  |  |        |        |
|  | Italia           | Russia           | 0       | 1      | Belgio                    | 3                         |  |  |        |        |
|  | Italia           |                  |         | 1      | Belgio                    | 3                         |  |  |        |        |
|  | Russia           | 3                |         | Russia | 2                         |                           |  |  |        |        |
|  | Russia           | 3                |         |        | 2                         |                           |  |  |        |        |
|  |                  |                  |         |        |                           |                           |  |  |        |        |
|  |                  |                  |         |        |                           |                           |  |  |        |        |

### Finali 5º - 7º posto - Vienna
|  | Semifinali  | Semifinali  | Semifinali  |             |          | 5º/6º posto | 5º/6º posto | 5º/6º posto |  |
|  |             |             |             |             |          |             |             |             |  |
|  | Germania    | Germania    | 3           |             |          |             |             |             |  |
|  | Germania    | Germania    | 3           |             |          |             |             |             |  |
|  | Italia      | Italia      | 0           |             |          |             |             |             |  |
|  | Italia      | Italia      | 0           |             | Germania | Germania    | 3           |             |  |
|  |             |             |             |             | Germania | Germania    | 3           |             |  |
|  |             |             | Paesi Bassi | Paesi Bassi | 2        |             |             |             |  |
|  | Serbia      | Serbia      | Paesi Bassi | Paesi Bassi | 2        | 2           |             |             |  |
|  | Serbia      | Serbia      |             |             |          | 2           |             |             |  |
|  | Paesi Bassi | Paesi Bassi | 3           |             |          | 7º/8º posto | 7º/8º posto | 7º/8º posto |  |
|  | Paesi Bassi | Paesi Bassi | 3           |             |          |             |             |             |  |
|  |             |             |             |             |          |             |             |             |  |
|  |             |             |             |             |          | Italia      | Italia      | 1           |  |
|  |             |             |             |             |          | Italia      | Italia      | 1           |  |
|  |             |             |             |             |          | Serbia      | Serbia      | 3           |  |

### Finali 9º - 11º posto - Krems
|  | Semifinali | Semifinali | Semifinali |         |         | 9º/10º posto  | 9º/10º posto  | 9º/10º posto  |  |
|  |            |            |            |         |         |               |               |               |  |
|  | Turchia    | Turchia    | 3          |         |         |               |               |               |  |
|  | Turchia    | Turchia    | 3          |         |         |               |               |               |  |
|  | Lettonia   | Lettonia   | 2          |         |         |               |               |               |  |
|  | Lettonia   | Lettonia   | 2          |         | Austria | Austria       | 0             |               |  |
|  |            |            |            |         | Austria | Austria       | 0             |               |  |
|  |            |            | Turchia    | Turchia | 3       |               |               |               |  |
|  | Austria    | Austria    | Turchia    | Turchia | 3       | 3             |               |               |  |
|  | Austria    | Austria    |            |         |         | 3             |               |               |  |
|  | Estonia    | Estonia    | 2          |         |         | 11º/12º posto | 11º/12º posto | 11º/12º posto |  |
|  | Estonia    | Estonia    | 2          |         |         |               |               |               |  |
|  |            |            |            |         |         |               |               |               |  |
|  |            |            |            |         |         | Lettonia      | Lettonia      | 3             |  |
|  |            |            |            |         |         | Lettonia      | Lettonia      | 3             |  |
|  |            |            |            |         |         | Estonia       | Estonia       | 2             |  |

## Podio

### Campione
Formazione: 1 Frédéric Barais, 2 Cyril Marquois, 3 Kévin Le Roux, 4 Benjamin Toniutti, 5 Cédric Benoît, 6 Guillaume Quesque, 8 Raphaël Corre, 9 Earvin N'Gapeth, 10 Martin Jambon, 11 Youssef Krou, 12 Ivan Kartev, 16 Nicolas Le Jeune, CT: Jocelyn Trillon

### Secondo posto
Formazione: 1 Łukasz Wroński, 2 Mateusz Mika, 4 Jan Król, 6 Karol Kłos, 7 Maciej Krzywiecki, 9 Przemysław Kasparek, 10 Mateusz Jasiński, 12 Łukasz Polański, 13 Szymon Piórkowski, 14 Michał Paniączyk, 15 Fabian Drzyzga, 17 Paweł Zatorski, CT: -

### Terzo posto
Formazione: 1 Bram Van den Dries, 2 Yves Kruyner, 3 Stefan De Brabandere, 4 Mathias Van Damme, 5 Matthias Valkiers, 6 Ruben Van Hirtum, 7 Kenneth Van Goethem, 8 Simon Van de Voorde, 9 Pieter Verhees, 10 Robin De Bont, 12 Kévin Klinkenberg, 13 Leonard De Schrijver, CT: Julien Van de Vyver

## Classifica finale
| Classifica | Squadre     | Qualificazione                       |
| ---------- | ----------- | ------------------------------------ |
|            | Francia     | Campionato europeo pre-juniores 2009 |
|            | Polonia     |                                      |
|            | Belgio      |                                      |
| 4          | Russia      |                                      |
| 5          | Germania    |                                      |
| 6          | Paesi Bassi |                                      |
| 7          | Serbia      |                                      |
| 8          | Italia      |                                      |
| 9          | Turchia     |                                      |
| 10         | Austria     |                                      |
| 11         | Lettonia    |                                      |
| 12         | Estonia     |                                      |